# Nauderer Hennesiglspitze
Nauderer Hennesiglspitze är en bergstopp i Österrike.   Den ligger i förbundslandet Tyrolen, i den västra delen av landet, 500 km väster om huvudstaden Wien. Toppen på Nauderer Hennesiglspitze är 3 042 meter över havet, eller 156 meter över den omgivande terrängen. Bredden vid basen är 1,4 km.
Terrängen runt Nauderer Hennesiglspitze är bergig åt sydost, men åt nordväst är den kuperad. Runt Nauderer Hennesiglspitze är det glesbefolkat, med 15 invånare per kvadratkilometer.. Närmaste större samhälle är Pfunds, 12,7 km norr om Nauderer Hennesiglspitze. 
Trakten runt Nauderer Hennesiglspitze består i huvudsak av gräsmarker.